# Consolida lorestanica
Consolida lorestanica là một loài thực vật có hoa trong họ Mao lương. Loài này được Iranshahr mô tả khoa học đầu tiên năm 1987.